# Sørvágsfjørður

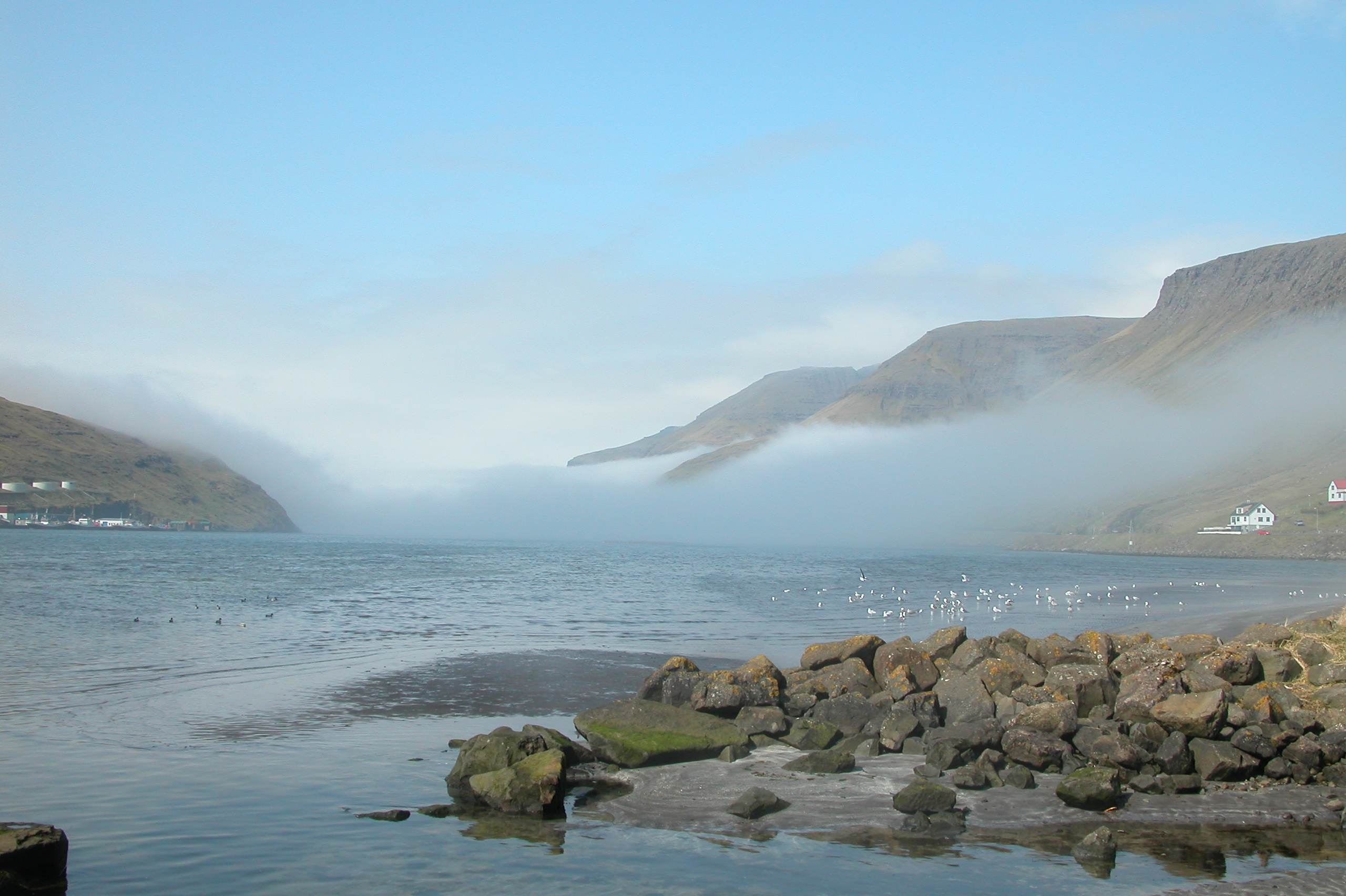
Vista do fiorde de Sørvágur, em Sørvágur

O Sørvágsfjørður ou fiorde de Sørvág é um fiorde com cerca de 3 a 4 km  de extensão, na parte ocidental da ilha de Vágoy, uma das Ilhas Faroés.
Na parte de baixo do fiorde, situa-se a cidade de Sørvágur. No lado norte do fiorde, encontra-se a pequena povoação de Bøur. No lado sul do fiorde, é possível encontrar a pitoresca Tindhólmur, assim como as vizinhas Drangarnir e Gáshólmur. Sensivelmente no meio do fiorde, encontra-se Skerhólmur.